# Sporaden
Sporaden (griechisch Σποράδες Sporádes (f. pl.)) ist der Name zweier Inselgruppen in der Ägäis. Seit der Antike wurden die griechischen Inseln, die nicht zum Kreis der Inseln um Delos (Kykladen, von altgriechisch κύκλος kyklos „Kreis“) gehörten, als Sporaden bezeichnet.
Der Name bedeutet wörtlich „die Verstreuten“ (von altgriechisch σπειρειν speirein „verstreuen“). Er ist sprachlich verwandt mit Spore (σπορά sporá „das Säen, die [ausgestreute] Saat, Same“) und dem Adjektiv sporadisch (σποραδικός sporadikós „verstreut“).

## Die Sporaden der Ägäis

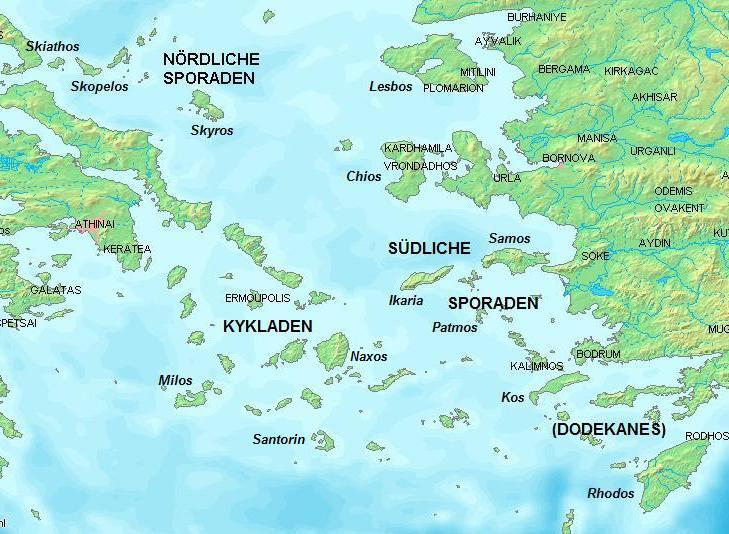
Nördliche und Südliche Sporaden in der Ägäis

### Nördliche Sporaden
Die Nördlichen Sporaden, auch Magnesische Inseln genannt, umfassen rund 135 Inseln und Felseneilande östlich des griechischen Festlandes im Ägäischen Meer.
Die Hauptinseln der Nördlichen Sporaden sind Skyros (Σκύρος), Skopelos (Σκόπελος), Skiathos (Σκιάθος) und Alonnisos (Αλόννησος). Letztere drei bilden den Regionalbezirk Sporaden der griechischen Region Thessalien.

### Südliche Sporaden
Die Südlichen Sporaden umfassen über 170 Inseln, davon 30 bewohnte, vor der westanatolischen Küste. Ein großer Teil dieser Inseln bildet die griechische Präfektur und Inselgruppe Dodekanes, die auch historisch eine Einheit war. Die nördlichsten Inseln der südlichen Sporaden – Samos, Ikaria und Fourni – gehören dagegen zur Präfektur Samos. Einige kleinere Eilande gehören hoheitlich zur Türkei, andere sind zwischen Griechenland und der Türkei umstritten (z. B. Imia).
Die größten Inseln der Südlichen Sporaden sind Samos (Σάμος), Ikaria (Ικαρία), Kos (Κως), Rhodos (Ρόδος) und Karpathos (Κάρπαθος).